# Libertas Brianza 2021-2022
Questa voce raccoglie le informazioni riguardanti la Libertas Brianza nelle competizioni ufficiali della stagione 2021-2022.

## Stagione
Nella stagione 2021-22 la Libertas Brianza assume la denominazione sponsorizzata di Pool Libertas Cantù.
Partecipa per la decima volta alla Serie A2, chiudendo la regular season di campionato al decimo posto in classifica.
A seguito dell'ottavo posto in classifica al termine del girone di andata della regular season partecipa alla Coppa Italia di Serie A2, dove viene eliminata al primo turno dall'Olimpia Bergamo.

## Organigramma societario
Area direttiva
- Presidente: Ambrogio Molteni
- Vicepresidente: Matteo Molteni
- Dirigente accompagnatore: Fabio Danielli, Mauro Mazza
- General manager: Massimo Redaelli
- Relazioni esterne: Paolo Annoni

Area tecnica
- Allenatore: Matteo Battocchio
- Allenatore in seconda: Alessio Zingoni
- Assistente allenatore: Massimo Redaelli
- Scout man: Nicola Lasio
- Consulente tecnico: Nadia Cravagna
- Responsabile settore giovanile: Emanuele Rizzi (dall'8 ottobre 2021)
- Addetto video check: Gianluca Giudici

Area comunicazione
- Ufficio stampa: Francesca Molteni
- Speaker: Davide Valagussa (dall'8 ottobre 2021)
- Fotografo: Patrizia Tettamanti

Area marketing
- Designer e consulente marketing: Giovanni Indorato

Area sanitaria
- Staff medico: Federica Quadrini
- Medico: Paolo Mascagni
- Fisioterapista: Alessio Diral, Andrea Molteni, Marco Pellizzoni
- Preparatore atletico: Pietro Muneratti
- Osteopata: Emanuele Muri

## Rosa
| N° | Nome                | Ruolo | Data di nascita  | Nazionalità sportiva |
| -- | ------------------- | ----- | ---------------- | -------------------- |
| 1  | Riccardo Copelli    | C     | 16 marzo 1996    | Italia               |
| 2  | Manuel Coscione     | P     | 29 gennaio 1980  | Italia               |
| 2  | Dante Chakravorti   | P     | 20 agosto 1997   | Italia               |
| 3  | Dario Monguzzi      | C     | 23 luglio 1984   | Italia               |
| 4  | Luca Butti          | L     | 8 dicembre 1991  | Italia               |
| 5  | Matheus Motzo       | O     | 9 settembre 1999 | Italia               |
| 6  | Riccardo Bortolini  | L     | 3 ottobre 1994   | Italia               |
| 7  | Felice Sette        | S     | 27 febbraio 1996 | Italia               |
| 8  | Federico Mazza      | C     | 8 marzo 1996     | Italia               |
| 9  | Tino Hanžič         | S     | 24 ottobre 2000  | Croazia              |
| 10 | Giacomo Rota        | S     | 1º dicembre 2002 | Italia               |
| 11 | Matteo Salvador     | S     | 7 marzo 2001     | Italia               |
| 12 | Davide Pietroni     | P     | 12 giugno 1996   | Italia               |
| 13 | Bruno Floris        | S     | 31 gennaio 2001  | Italia               |
| 14 | Ismael Princi       | O     | 5 maggio 2000    | Italia               |
| 16 | Alessandro Frattini | C     | 17 febbraio 1997 | Italia               |
| 18 | Stefano Trovò       | C     | 26 marzo 1998    | Italia               |

## Mercato
| Acquisti | Acquisti            | Acquisti          | Acquisti   |
| R.       | Nome                | da                | Modalità   |
| -------- | ------------------- | ----------------- | ---------- |
| L        | Riccardo Bortolini  | Civita Castellana | definitivo |
| P        | Dante Chakravorti   | Mondovì           | definitivo |
| C        | Riccardo Copelli    | Lupi Santa Croce  | definitivo |
| P        | Manuel Coscione     | Prisma Taranto    | definitivo |
| S        | Bruno Floris        | Foligno           | definitivo |
| C        | Alessandro Frattini | Diavoli Rosa      | definitivo |
| S        | Tino Hanžič         | GIS Ottaviano     | definitivo |
| P        | Davide Pietroni     | ZeroQuattro       | definitivo |
| O        | Ismael Princi       | Macerata          | definitivo |
| S        | Giacomo Rota        | Milano            | definitivo |
| S        | Matteo Salvador     | Diavoli Rosa      | definitivo |
| S        | Felice Sette        | Impavida Ortona   | definitivo |
| C        | Stefano Trovò       | RES               | definitivo |

| Cessioni | Cessioni            | Cessioni          | Cessioni   |
| R.       | Nome                | a                 | Modalità   |
| -------- | ------------------- | ----------------- | ---------- |
| S        | Matteo Bertoli      | Pineto            | definitivo |
| S        | Samuele Corti       | Besanese          | definitivo |
| P        | Manuel Coscione     | -                 | svincolato |
| S        | Alessandro Galliani | Milano            | definitivo |
| C        | Alessandro Gianotti | Brigham Young     | definitivo |
| O        | Michele Malvestiti  | Scanzorosciate    | definitivo |
| S        | Romolo Mariano      | Porto Viro        | definitivo |
| L        | Matteo Picchio      | Top Volley Latina | definitivo |
| P        | Riccardo Regattieri | Garlasco          | definitivo |
| P        | Robert Viiber       | Grand Nancy       | definitivo |

## Risultati

### Serie A2

#### Girone di andata
| 1ª Giornata - 10 ottobre 2021 PalaFrancescucci, Casnate con Bernate   | Libertas Brianza  | 2 - 3 | Cuneo               | 25-19, 18-25, 20-25, 25-21, 13-15 |
| 2ª Giornata - 17 ottobre 2021 Palasport Comunale, Ortona              | Impavida Ortona   | 0 - 3 | Libertas Brianza    | 23-25, 25-27, 23-25               |
| 3ª Giornata - 24 ottobre 2021 PalaFrancescucci, Casnate con Bernate   | Libertas Brianza  | 3 - 1 | Rinascita Lagonegro | 17-25, 25-19, 25-17, 25-14        |
| 4ª Giornata - 31 ottobre 2021 PalaParenti, Santa Croce sull'Arno      | Lupi Santa Croce  | 2 - 3 | Libertas Brianza    | 21-25, 25-18, 25-22, 25-27, 10-15 |
| 6ª Giornata - 14 novembre 2021 PalaFrancescucci, Casnate con Bernate  | Libertas Brianza  | 3 - 1 | Porto Viro          | 24-26, 25-17, 27-25, 27-25        |
| 7ª Giornata - 21 novembre 2021 PalaVicentini, Caorle                  | Motta             | 3 - 2 | Libertas Brianza    | 25-19, 25-22, 23-25, 23-25, 18-16 |
| 8ª Giornata - 28 novembre 2021 PalaFrancescucci, Casnate con Bernate  | Libertas Brianza  | 0 - 3 | New Mater           | 23-25, 19-25, 28-30               |
| 9ª Giornata - 5 dicembre 2021 PalaManera, Mondovì                     | Mondovì           | 2 - 3 | Libertas Brianza    | 25-23, 22-25, 25-23, 20-25, 12-15 |
| 10ª Giornata - 8 dicembre 2021 PalaFrancescucci, Casnate con Bernate  | Libertas Brianza  | 3 - 2 | Olimpia Bergamo     | 25-19, 19-25, 25-21, 22-25, 15-11 |
| 11ª Giornata - 12 dicembre 2021 PalaBursi, Rubiera                    | Tricolore         | 3 - 2 | Libertas Brianza    | 25-20, 27-29, 25-18, 23-25, 15-10 |
| 12ª Giornata - 19 dicembre 2021 PalaFrancescucci, Casnate con Bernate | Libertas Brianza  | 0 - 3 | Emma Villas         | 20-25, 19-25, 21-25               |
| 13ª Giornata - 26 dicembre 2021 PalaSanFilippo, Brescia               | Atlantide Brescia | 3 - 0 | Libertas Brianza    | 25-17, 25-21, 25-17               |

#### Girone di ritorno
| 14ª Giornata - 12 gennaio 2022 PalaCastagnaretta, Cuneo               | Cuneo               | 3 - 0 | Libertas Brianza  | 25-21, 25-14, 25-19               |
| 15ª Giornata - 8 gennaio 2022 PalaFrancescucci, Casnate con Bernate   | Libertas Brianza    | 0 - 3 | Impavida Ortona   | 18-25, 22-25, 16-25               |
| 16ª Giornata - 16 gennaio 2022 Palasport Villa D'Agri, Marsicovetere  | Rinascita Lagonegro | 3 - 0 | Libertas Brianza  | 25-16, 25-23, 25-13               |
| 17ª Giornata - 23 gennaio 2022 PalaFrancescucci, Casnate con Bernate  | Libertas Brianza    | 0 - 3 | Lupi Santa Croce  | 16-25, 18-25, 19-25               |
| 19ª Giornata - 5 febbraio 2022 Palazzetto dello Sport, Porto Viro     | Porto Viro          | 0 - 3 | Libertas Brianza  | 19-25, 13-25, 18-25               |
| 20ª Giornata - 20 febbraio 2022 PalaFrancescucci, Casnate con Bernate | Libertas Brianza    | 3 - 2 | Motta             | 21-25, 25-21, 25-23, 26-28, 15-11 |
| 21ª Giornata - 27 febbraio 2022 PalaGrotte, Castellana Grotte         | New Mater           | 3 - 0 | Libertas Brianza  | 25-16, 25-15, 31-29               |
| 22ª Giornata - 6 marzo 2022 PalaFrancescucci, Casnate con Bernate     | Libertas Brianza    | 3 - 0 | Mondovì           | 25-23, 25-17, 25-21               |
| 23ª Giornata - 12 marzo 2022 PalaPozzoni, Cisano Bergamasco           | Olimpia Bergamo     | 3 - 0 | Libertas Brianza  | 29-27, 25-22, 25-15               |
| 24ª Giornata - 20 marzo 2022 PalaFrancescucci, Casnate con Bernate    | Libertas Brianza    | 0 - 3 | Tricolore         | 22-25, 22-25, 15-25               |
| 25ª Giornata - 27 marzo 2022 PalaMensSana, Siena                      | Emma Villas         | 2 - 3 | Libertas Brianza  | 25-20, 23-25, 25-27, 25-22, 12-15 |
| 26ª Giornata - 7 aprile 2022 PalaFrancescucci, Casnate con Bernate    | Libertas Brianza    | 2 - 3 | Atlantide Brescia | 29-27, 23-25, 19-25, 25-19, 13-15 |

### Coppa Italia di Serie A2
| Quarti di finale - 26 gennaio 2022 PalaPozzoni, Cisano Bergamasco | Olimpia Bergamo | 3 - 0 | Libertas Brianza | 25-22, 25-19, 25-18 |

## Statistiche

### Statistiche di squadra
| Competizione             | Punti | In casa | In casa | In casa | In trasferta | In trasferta | In trasferta | Totale | Totale | Totale |
| Competizione             | Punti | G       | V       | P       | G            | V            | P            | G      | V      | P      |
| ------------------------ | ----- | ------- | ------- | ------- | ------------ | ------------ | ------------ | ------ | ------ | ------ |
| Serie A2                 | 29    | 12      | 5       | 7       | 12           | 5            | 7            | 24     | 10     | 14     |
| Coppa Italia di Serie A2 | -     | 0       | 0       | 0       | 1            | 0            | 1            | 1      | 0      | 1      |
| Totale                   | -     | 12      | 5       | 7       | 13           | 5            | 8            | 25     | 10     | 15     |

G = partite giocate; V = partite vinte; P = partite perse 

### Statistiche dei giocatori
| Giocatore      | Serie A2 | Serie A2 | Serie A2 | Serie A2 | Serie A2 | Coppa Italia di Serie A2 | Coppa Italia di Serie A2 | Coppa Italia di Serie A2 | Coppa Italia di Serie A2 | Coppa Italia di Serie A2 | Totale | Totale | Totale | Totale | Totale |
| Giocatore      | P        | PT       | AV       | MV       | BV       | P                        | PT                       | AV                       | MV                       | BV                       | P      | PT     | AV     | MV     | BV     |
| -------------- | -------- | -------- | -------- | -------- | -------- | ------------------------ | ------------------------ | ------------------------ | ------------------------ | ------------------------ | ------ | ------ | ------ | ------ | ------ |
| R. Bortolini   | 24       | 0        | 0        | 0        | 0        | 1                        | 0                        | 0                        | 0                        | 0                        | 25     | 0      | 0      | 0      | 0      |
| L. Butti       | 10       | 0        | 0        | 0        | 0        | 0                        | 0                        | 0                        | 0                        | 0                        | 10     | 0      | 0      | 0      | 0      |
| D. Chakravorti | 9        | 12       | 9        | 2        | 1        | 1                        | 2                        | 1                        | 1                        | 0                        | 10     | 14     | 10     | 3      | 1      |
| R. Copelli     | 19       | 239      | 166      | 65       | 8        | 1                        | 9                        | 8                        | 1                        | 0                        | 20     | 248    | 174    | 66     | 8      |
| M. Coscione    | 13       | 19       | 5        | 11       | 3        | -                        | -                        | -                        | -                        | -                        | 13     | 19     | 5      | 11     | 3      |
| B. Floris      | 5        | 5        | 3        | 1        | 1        | 0                        | 0                        | 0                        | 0                        | 0                        | 5      | 5      | 3      | 1      | 1      |
| A. Frattini    | 7        | 12       | 8        | 4        | 0        | 0                        | 0                        | 0                        | 0                        | 0                        | 7      | 12     | 8      | 4      | 0      |
| T. Hanžič      | 23       | 267      | 226      | 17       | 24       | 1                        | 10                       | 6                        | 4                        | 0                        | 24     | 277    | 232    | 21     | 24     |
| F. Mazza       | 24       | 152      | 115      | 32       | 5        | 1                        | 7                        | 7                        | 0                        | 0                        | 25     | 159    | 122    | 32     | 5      |
| M. Motzo       | 23       | 445      | 390      | 30       | 25       | 1                        | 9                        | 7                        | 2                        | 0                        | 24     | 454    | 397    | 32     | 25     |
| D. Pietroni    | 16       | 3        | 3        | 0        | 0        | 1                        | 0                        | 0                        | 0                        | 0                        | 17     | 3      | 3      | 0      | 0      |
| I. Princi      | 17       | 25       | 23       | 2        | 0        | 1                        | 0                        | 0                        | 0                        | 0                        | 18     | 25     | 23     | 2      | 0      |
| G. Rota        | 8        | 12       | 10       | 1        | 1        | -                        | -                        | -                        | -                        | -                        | 8      | 12     | 10     | 1      | 1      |
| M. Salvador    | 11       | 13       | 11       | 0        | 2        | 0                        | 0                        | 0                        | 0                        | 0                        | 11     | 13     | 11     | 0      | 2      |
| F. Sette       | 22       | 215      | 188      | 10       | 17       | 1                        | 3                        | 3                        | 0                        | 0                        | 23     | 218    | 191    | 10     | 17     |
| S. Trovò       | 7        | 11       | 6        | 4        | 1        | 0                        | 0                        | 0                        | 0                        | 0                        | 7      | 11     | 6      | 4      | 1      |

P = presenze; PT = punti totali; AV = attacchi vincenti; MV = muri vincenti; BV = battute vincenti